# Theodor Plievier
 (février 2016).
Si vous disposez d'ouvrages ou d'articles de référence ou si vous connaissez des sites web de qualité traitant du thème abordé ici, merci de compléter l'article en donnant les références utiles à sa vérifiabilité et en les liant à la section « Notes et références ».
Theodor Otto Richard Plievier, né le 17 février 1892 à Berlin, mort le 12 mars 1955 à Avegno (Tessin) en Suisse, est un romancier allemand.
Il est principalement connu pour ses romans antimilitaristes Les galériens de l'Empereur  et L'Empereur partit, les généraux restèrent, mais aussi pour sa trilogie romanesque sur les combats sur le Front de l'Est durant la Seconde Guerre mondiale, composée des ouvrages Moscou, Stalingrad et Berlin.

## Biographie
Plievier est le fils d'un artisan limeur ruiné par la concurrence industrielle. Sa mère donne naissance à 16 enfants, mais la famille est pauvre, et seuls 8 frères et sœurs survivent. Le jeune Plievier passe son enfance dans le quartier ouvrier de Gesundbrunnen à Berlin. Une plaque est maintenant apposée sur sa maison natale au 29 de la Wiesenstraße. Bien qu'il commence à travailler dès 12 ans comme les enfants de sa condition, le jeune Plievier s'intéresse très tôt à la littérature. Âgé de 14 ans, il entre en apprentissage chez un stuccateur où il se lie d'amitié avec un ouvrier anarchiste. Son premier récit, Proletariers Ende (La fin du prolétaire), est publié dans le journal anarcho-syndicaliste Freier Arbeiter (L'ouvrier libre). Peu après, il fugue une première fois  pour lire Gorki, Nietzsche, Karl May, Kropotkine et surtout « Résurrection » de Tolstoï. Une seconde tentative l'amène jusqu’à Budapest. À peine de retour, en 1909, il part pour Rotterdam et s’engage dans la marine marchande comme mousse. Le jeune Plievier sillonne alors les mers du globe, poursuit une vie d’aventure en Amérique du Sud : il est tour à tour interprète, gardien de troupeaux, mineur dans l’Atacama, ou chercheur d’or non loin des sources de l’Amazone.
En juillet 1914, de retour à Hambourg, ce rebelle bourlingueur est arrêté par la police pour une rixe dans une taverne de marins. Recruté de force dans la marine impériale, alors qu'éclate la Première Guerre mondiale, Plievier passe notamment 15 mois sur un navire corsaire de l’armée allemande, le croiseur auxiliaire SMS Wolf,  chargé de piller, puis couler, les navires ravitaillant la Grande-Bretagne. 
En novembre 1918, il est à Wilhelmshaven et participe aux émeutes et aux révoltes qui accompagnent la chute de l'Empire allemand, dont les mutineries de Kiel. Avec un autre marin anarchiste connu dans la flotte impériale, il se porte à la tête du journal d’un comité de matelots révolutionnaires.
Il quitte la marine après l'armistice et fonde avec Karl Raichle et Gregor Gog la « commune du chemin vert », près de Bad Urach, sorte de phalanstère révolutionnaire. C'est le début de la maison d'édition des Douze qui a une orientation anarchiste. Il est influencé par les idées de Bakounine, mais aussi de Nietzsche. Prend corps alors un « anarchisme de l'individu » qui lui ôte l'envie d'adhérer à un quelconque parti.
Plivier connaît ensuite une crise personnelle à l'exemple du poète Gusto Gräser. Il se met à rechercher la façon de penser de certains « prophètes » en sandales et en froc. Il épouse à Berlin en 1920 l'actrice Maria Stozet appartient au cercle d'amis de Käthe Kollwitz qui fait un portrait de lui. Il a une fille et deux fils de son mariage mais son fils Peter et sa fille Thora meurent de malnutrition pendant les temps terribles de la crise de l'inflation en 1923. Un an plus tard, il commence une carrière de journaliste et de traducteur. Il travaille ensuite un temps en Amérique du Sud comme négociant de bétail et comme secrétaire du consul allemand à Pisagua. De retour en Allemagne, il écrit en 1929 Des Kaisers Kulis (Les coolies du Kaiser), récit critique de son service dans la marine impériale et procès de la guerre impérialiste. Erwin Piscator met en scène son roman au théâtre Lessing de Berlin. La première a lieu le 30 août 1930. Hans Beckers, un des meneurs de la mutinerie du cuirassé SMS Prinzregent Luitpold en 1917, joue son propre rôle dans la pièce.
Plivier épouse en deuxièmes noces l'actrice juive Hildegard Piscator en 1931. Il n'a pas d'enfant de cette seconde union. Lorsqu'Hitler accède au pouvoir comme chancelier en 1933, ses livres sont victimes d'autodafés. Il change son nom en Plievier. Il décide d'émigrer cette année-là, et, au bout d'un long voyage qui le mène de Prague à Zurich, à Paris et à Oslo, il s'installe finalement en URSS, mère de la Révolution socialiste. 
Il n'est victime d'aucune censure à Moscou et publie des récits d'aventures et des commentaires politiques. Lorsque l'opération Barbarossa est enclenchée, il est évacué, comme d'autres étrangers à Tachkent, où il fait la connaissance de Johannes R. Becher avec qui il retournera en Allemagne après la guerre. Il devient membre en septembre 1943 du comité national pour une Allemagne libre qui regroupe des intellectuels communistes allemands vivant en URSS. 
Il écrit en 1945 Stalingrad d'après des témoignages recueillis par lui de prisonniers allemands dans des camps autour de Moscou : il avait obtenu l'autorisation de la censure stalinienne pour interroger les soldats prisonniers. Ses descriptions sans faille et sans pitié de l'échec militaire allemand constituent un documentaire important sur la mégalomanie d'Hitler et les fautes de l'état-major allemand. Par la suite, ce roman paraît simultanément dans le Berlin occupé et à Mexico. Il sera traduit en quatorze langues et adapté à la télévision et au théâtre.  Ce roman est toutefois censuré par les autorités soviétiques pour sa parution en URSS. 
À la fin de 1945, il retourne en Allemagne, à Weimar, comme fonctionnaire de l'Armée rouge. Il travaille pendant deux ans comme délégué de l'assemblée régionale, comme directeur d'éditions et comme cadre dirigeant au sein de l'Association culturelle pour un renouveau démocratique de l'Allemagne qui est un organe soviétique destiné au changement de mentalités en Allemagne et à son inclusion dans le système socialiste soviétique. Plievier finit par rompre avec le système soviétique en 1948, et prononce un discours dans ce sens à l'assemblée des écrivains allemands de Francfort-sur-le-Main en mai. Il s'installe alors dans la zone d'occupation britannique. Il fait ensuite un voyage en Allemagne de l'Ouest  qu'il ne parcourra plus. Il se marie en troisièmes noces en 1950 avec Margarete Grote qui a la moitié de son âge et s'établit au bord du lac de Constance puis, en 1953, dans le Tessin. Il publie Moscou (Moskau) en 1952 et Berlin en 1954. Il meurt d'un infarctus en Suisse en 1955, à l'âge de soixante-trois ans.
Son œuvre est largement oubliée aujourd'hui.

## Œuvres
- Aufbruch, Berlin, Verlag der Zwölf, 1923
- Weltwende, Berlin, Verlag der Zwölf, 1923
- Stienka Rasin, texte inédit présenté par Marc Schweyer, Strasbourg, Documents : revue des questions allemandes, mars-avril 1972, notice CIRA.
- Des Kaisers Kulis, Berlin, Malik-Verlag, 1929, réédité à Berlin en 1988 par Verlag der Nation
- Theodor Plievier, L'Empereur partit, les généraux restèrent, Plein Chant, Bassac 2021,  (ISBN 978-2-85452-356-0).
- Zwölf Mann und ein Kapitän. Novellen, Leipzig, Verlag Weller, 1930
- Über seine Arbeit, Berlin, Malik Verlag, 1932
- Der Kaiser ging, die Generäle blieben, Berlin, Malik-Verlag, 1932 (réédité en 1984 à Francfort-sur-le-Main chez Fischer-Taschenbuch-Verlag)
- Der 10 November 1918. Ein Kapitel aus dem gleichnamigen Roman, Moscou, Maison d'éditions des travailleurs étrangers en URSS, 1935
- Im Wald von Compiegne, Moscou, Éditions Iskra (L'Étincelle), 1939
- Das Tor der Welt. Tudapa, Moscou, Éditions du Livre international, 1940
- Im letzten Winkel der Erde, Moscou, Éditions du Livre international, 1941
- Der Igel. Erzählungen, Moscou, Éditions de la littérature en langue étrangère, 1942
- Stalingrad, Aufbau-Verlag, Berlin, 1945 et Das freie Buch, Mexiko 1945, réédité à Cologne par Parkland-Verlag, 2004. Traduction française par Paul Stéphano. Éditions Robert Martin, 1948 puis Flammarion, 1949 puis Libretto, 2017.
- Generale unter sich, Mayence, W. Ehglücksfurtner Verlag, 1946
- Haifische, Weimar, Kiepenheuer, 1946
- Einige Bermekungen über die Bedeutung der Freiheit (discours pour l'assemblée des écrivains allemands de Francfort-sur-le-Main du 20 mai 1948), Nuremberg, Nest Verlag, 1948
- Eine deutsche Novelle, Brême, Hertz-Verlag, 1949
- Das große Abenteuer, publié à Amsterdam en 1936, réédité à Cologne en 1984 par Kiepenheuer
- Moskau, réédité en 2003 à Cologne chez Parkland Verlag. Traduction française Flammarion, 1953 puis Libretto, 2015.
- Berlin, réédité en 2003 à Cologne chez Parkland Verlag. Traduction française Flammarion, 1955  puis Libretto, 2018.